# Pyla aeneela
Pyla aeneela är en fjärilsart som beskrevs av George Duryea Hulst 1895. Pyla aeneela ingår i släktet Pyla och familjen mott. Inga underarter finns listade i Catalogue of Life.